# Awamary Lowe-Khan
Awamary Lowe-Khan  (Madrid) es una CEO gambiana y española, fundadora y consejera delegada de The Woman Boss.

## Biografía
Es hija de padre gambiano y madre española. Creció en Gambia y a los 17 años fue a estudiar a Estados Unidos. Se graduó en Dirección y Administración de Empresas en la Universidad de Shaw, Raleigh, Carolina del Norte. Obtuvo un MBA en la Universidad de Upper Iowa. También obtuvo el Programa de Educación Ejecutiva, por la Universidad de Harvard. Cuenta con un certificado de liderazgo en gestión sin fines de lucro por la Universidad de Duke.

### Trayectoria profesional
Con 23 años se convirtió en directora financiera. Lleva más de 25 años trabajando como ejecutiva en el ecosistema financiero, sin ánimo de lucro, de gestión y de emprendimiento innovador, centrándose en el desarrollo internacional, la estrategia, las finanzas, las operaciones, el género, el liderazgo y el desarrollo de políticas.
Ejecutiva financiera regional de la Cruz Roja estadounidense. Directora financiera del Centro Tammy Lynn para Discapacidades del Desarrollo. En el año 2017, fundadora y consejera delegada de The Woman Boss, un espacio creativo global para mujeres y niñas, donde crean, colaboran, participan y aprenden haciendo hincapié en el espíritu emprendedor, la innovación y el liderazgo. También es consejera delegada y consultora principal de AKHAN, Inc. una empresa de consultoría de gestión. Fundadora y consejera delegada de Innovate Gambia, iniciativas creadas para ayudar a revitalizar el desarrollo económico en Gambia y la región. Presidenta de Point Click Technologies, una empresa de gestión en la nube que opera en 4 continentes (Estados Unidos, África, Europa y Asia). 
Vicepresidenta ejecutiva y directora financiera y de operaciones del Fondo de Desarrollo de Pequeñas Empresas de Carolina, gestionando su cartera de inversiones de impacto social. En el año 2017, fundadora de la Semana del Emprendimiento Negro de Carolina del Norte, y de la primera asociación entre una Universidad y un Fondo de Préstamos para crear un Centro de Innovación y Emprendimiento en una comunidad minoritaria.
Ha participado en foros en la Casa Blanca, el Congreso de los Estados Unidos y el gobierno a nivel estatal, para influir en la política de las minorías y las pequeñas empresas. También ejerce de asesora y experta en la materia para altos cargos gubernamentales y forma parte de numerosos consejos de organizaciones sin ánimo de lucro en Estados Unidos y Gambia.
En el año 2018 abandonó los Estados Unidos, para regresar a Gambia creando The Woman Boss y The Disruptive Lab en Gambia, bajo el paraguas de Innovate Gambia.
En 2022 aparecido en Forbes Africa y Business Chief por su trabajo en tecnología, innovación y empoderamiento de las niñas. Fue nombrada como una de las 35 mujeres emergentes en África, por la CNBC África.

## Premios y reconocimientos
- En 2022. Forbes África y Business Chief por su trabajo en tecnología, innovación, y emprendimiento con niñas.[3]

- En 2020. Fue nombrada como una de las 35 mujeres emergentes en África, por la CNBC África.[1][2]
- En 2017. Premiada como Líder en Diversidad por el Triangle Business Journal.[1][2]
- En 2017. Líder en diversidad por el periódico Triangle Business Journal.[2]
- En 2016. Nominada mujer del año por la revista Spectacular Magazine.[2]